# Lluís Jaume Vallespir

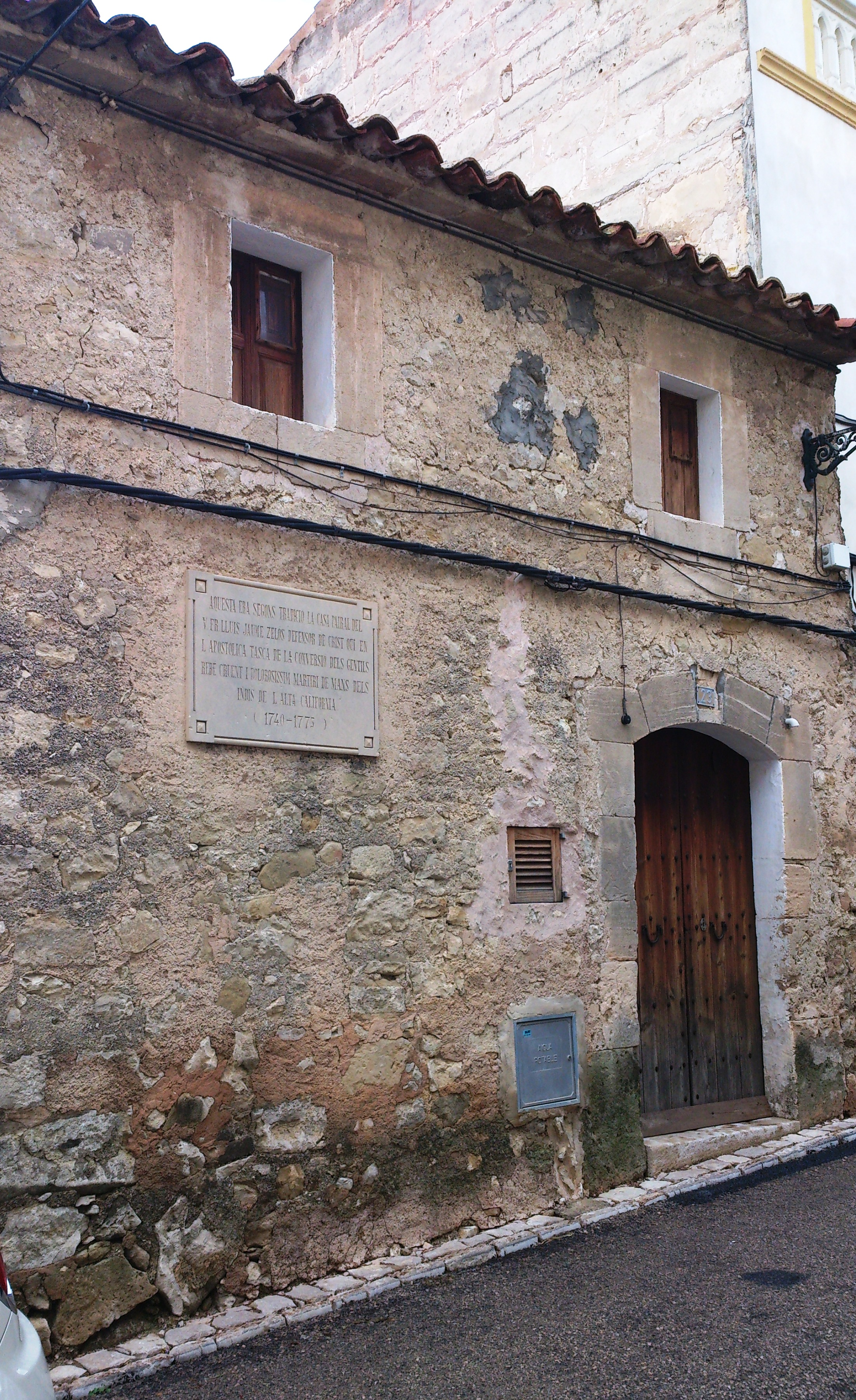
Locul nașterii lui Fray Lluís Jaume, în San Juan.

Fray Lluís Jaume y Vallespir (n. 17 octombrie 1740, Sant Joan⁠(d), Insulele Baleare⁠(d), Spania – d. 5 noiembrie 1775, Mission San Diego de Alcalá⁠(d), California, SUA) a fost un preot misionar din Mallorca.

## Primii ani
S-a născut în ferma Son Baró, în municipiul Sant Joan, la 17 octombrie 1740, cu numele de Melcion Jaume Vallespir. Era fiul a doi țărani: Melcion Jaume Morro, originar din Selva, și Margalida Vallespir Sabater, din parohia Santa Cruz, din Palma.  Prima educație formală a primit-o de la parohul local din satul său. S-a înscris la Mănăstirea San Bernadino de Petra la vârsta de 15 ani, unde și-a continuat studiile religioase. A intrat în ordinul franciscan la 27 septembrie 1760 și a făcut un jurământ solemn la 29 septembrie 1761. În cele din urmă, la 22 decembrie 1764, a fost hirotonit preot după ce a studiat la Mănăstirea San Francisco din Palma. A fost cititor (profesor) de filozofie la Mănăstirea din San Francisco între 1765 și 1770. S-a oferit ca misionar și s-a îmbarcat în Palma pe 5 martie 1769, cu destinația Colegiului Apostolic din San Fernando, în Mexic, dorind să colaboreze la misiunea de creștinizare a indigenilor din Alta California, începută de Sfântul Junípero Serra la 13 aprilie  din 1749 . Călătorii au ajuns la destinație la începutul anului 1770.

## Viata in America
Misiunea căreia i-a fost repartizată a fost Misiunea San Diego de Alcalá, din San Diego, California, Statele Unite ale Americii, a cărei dată de înființare a fost 16 iulie 1769, de către Junípero Serra. La sosirea lor, Lluís și ceilalți franciscani, împreună cu părintele Serra, au făcut parte din expediția militarului Gaspar de Portolá și a trupelor sale, care explorau golful San Diego. Călugării încercau să evanghelizeze localnicii, în timp ce bărbații din Portolá continuau să avanseze pe teritoriile din Alta California .
Această expediție, desfășurată pe jos, a făcut multe victime, atât în armată, cât și în grupul religios.
Gaspar de Portolá a continuat spre nord, iar religioșii s-au stabilit în cele din urmă în San Diego, unde au început creștinizarea.
Fray Lluís Jaume a început să învețe limba indigenilor, pe care spaniolii o numeau „Dieguino” (eventual Kumiai ) și când a reușit să o vorbească fluent a scris un catehism în limba indigenilor.
Jaume a fost unul dintre cei care, văzând lipsa de resurse în zona misiunii, a cerut schimbarea locației. Noua așezare a fost situată în apropierea actualului sit al Presidio Hill din San Francisco. Acolo, Jaume a creat livezi pe pământul fertil pentru a asigura hrana populației și a fondat grupuri de catiheți și cântăreți de cânt gregorian.

## Moarte
În noaptea de 4-5 noiembrie 1775, aproximativ 600 de indieni au jefuit capela și au incendiat celelalte clădiri ale misiunii. Fray Lluís, în loc să se refugieze la ceilalți călugări, li s-a adresat și i-a salutat spunând: "Copii, iubiți-vă pe Dumnezeu". Indienii l-au dezbrăcat, au tras în el vreo 18 săgeți și i-au zdrobit fața cu bâte și pietre. Când a aflat fray Junípero Serra, a exclamat: "Slavă Domnului, acel pământ a fost deja udat; acum se va realiza reducerea dieguinos".
Fiind ucis cu brutalitate, fray Lluís Jaume este considerat primul martir catolic din Alta California . Este una dintre cele mai populare și cunoscute personalități religioase din Insulele Baleare .
Înmormântarea lui actuală se află la Biserica Misiunii San Diego de Alcalá, în San Diego .

## Mulțumiri
La 6 septembrie 1786, Consiliul Orășenesc din Palma l-a proclamat fiu ilustru al orașului. Aproape două secole mai târziu, Consiliul Local din San Juan l-a proclamat fiul preferat al orașului, în 1975. O placă comemorativă a fost plasată pe fațada locului său natal și o sculptură în cinstea sa, opera lui Tomás Vila, a fost ridicată pe Centrul Catolic San Juan, construit în 1922 .

## linkuri externe
Format:Traducido refFormat:Traducido ref
- Luis Jaime la hmn.wiki

- Recenzie istorică a lui Fray Luis Jaime în blogspot

- Casa lui Lluis Jaume Arhivat în 14 august 2022, la Wayback Machine. în plademallorca.net Arhivat în 19 august 2022, la Wayback Machine.